# Distretto di Cieneguilla
Il distretto di Cieneguilla (spagnolo: Distrito de Cieneguilla) è un distretto del Perù che appartiene geograficamente e politicamente alla provincia e dipartimento di Lima.